# 産科医療補償制度
産科医療補償制度（さんかいりょうほしょうせいど）は、出産時に予知せぬ事態が発生した結果、重度の障害を負ってしまった新生児やその家族に対して一定の補償を与える、医療機関が加入する制度である。2009年（平成21年）1月1日に創設された。
公益財団法人日本医療機能評価機構（以下、「機構」と略す）が行う、分娩に関連して発症した重度脳性麻痺に対する制度。経済的負担の速やかな補償、原因分析、再発防止のための資料提供などを行い、紛争の防止、早期解決、産科医療の質の向上を図ることを目的としている。

## 補償対象の範囲
2009年（平成21年）1月1日以降に本制度の加入分娩機関で出生した子で、以下の基準すべてを満たす場合に補償対象となる。
1. 以下のいずれかの原因で発生した脳性麻痺でないこと
  - 先天性の要因（遺伝子異常など）
  - 新生児期の要因（分娩後の感染症など）
  - 妊娠もしくは分娩中における妊産婦の故意または重大な過失
  - 地震、噴火、津波等の天災または戦争、暴動などの非常事態
2. 生後6ヶ月未満で亡くなった場合でないこと
3. 重度脳性麻痺の障害程度基準によって、身体障害者障害程度等級の1級または2級に相当する脳性麻痺であると認定されること
4. 子の誕生日により以下の要件に該当すること
  - 2009年（平成21年）1月1日から2014年（平成26年）12月31日までに出生した子
    - 「出生体重2,000g以上かつ在胎週数33週以上」、または「在胎週数28週以上で所定の要件に該当した場合」であること

  - 2015年（平成27年）1月1日から2021年（令和3年）12月31日までに出生した子
    - 「出生体重1,400g以上かつ在胎週数32週以上」、または「在胎週数28週以上で所定の要件に該当した場合」であること

  - 2022年（令和4年）1月1日以降に出生した子
    - 「在胎週数28週以上であること」

「所定の要件」とは、以下のいずれかに該当した場合（個別審査）とする。
1. 低酸素状況が持続して臍帯動脈血中の代謝性アシドーシス（酸性血症）の所見が認められる場合（pH値が7.1未満）
2. 低酸素状況が常位胎盤早期剥離、臍帯脱出、子宮破裂、子癇、胎児母体間輸血症候群、前置胎盤からの出血、急激に発症した双胎間輸血症候群等によって起こり、引き続き、次のいずれかの所見が認められる場合

- 突発性で持続する徐脈
- 子宮収縮の50％以上に出現する遅発一過性徐脈
- 子宮収縮の50％以上に出現する変動一過性徐脈
- 心拍数基線細変動の消失
- 心拍数基線細変動の減少を伴った高度徐脈
- サイナソイダルパターン
- アプガースコア1分値が3点以下
- 生後1時間以内の児の血液ガス分析値（pH値が7.0未満）

2020年（令和2年）12月4日に機構が厚生労働省に提出した「産科医療補償制度の見直しに関する報告書」では、「個別審査で補償対象外が約50%あり、また個別審査で補償対象外とされた児の約99%で､「分娩に関連する事象」または「帝王切開」が認められ、医学的には「分娩に関連する脳性麻痺」と考えられる事案でありながら補償対象外となっていた」等の問題点が示されたことから、補償対象基準の一部見直しを行い、低酸素状況を要件としている個別審査を廃止し一般審査に統合することになった。

## 補償の水準と掛金
- 看護・介護のために、一時金600万円と分割金2,400万円（年に120万円を20回給付）、総額3,000万円が補償金として支払われる。
- 掛金は分娩機関が保険会社等に支払い、分娩費用に上乗せして妊産婦に請求する。妊産婦には出産育児一時金に掛金相当額が加算されて支給される[5]ため、妊産婦の実質的な負担はない。

掛金額
- 2009年（平成21年）1月1日から2014年（平成26年）12月31日までに出生した子 - 1分娩あたり30,000円
- 2015年（平成27年）1月1日から2021年（令和3年）12月31日までに出生した子 - 1分娩あたり16,000円
- 2022年（令和4年）1月1日以降に出生した子 - 1分娩あたり12,000円

## 補償申請申込期限
補償申請申込期限は、子の満1歳の誕生日から、満5歳の誕生日まで。ただし、極めて重症であって、医師が診断可能と判断する場合は、生後6ヶ月から申込可能である。

## 加入状況
2021年（令和3年）6月18日現在、日本国内の助産所は加入率100%、分娩を取り扱う病院・診療所も加入率ほぼ100%となっていて、日本国内の分娩機関はほぼすべて加入していると考えてよい。加入している分娩機関の院内には、産科医療補償制度のシンボルマークが掲示されている。
加入分娩機関は、機構が定めた標準補償約款を各分娩機関の標準補償約款として使用することとなり、すべての妊産婦に対し補償開始の時期、補償対象となる場合、補償対象とならない場合、補償金の種類ならびに支払額、支払回数および支払時期、賠償金との調整について説明する。そして原則として在胎週数22週に達する日までに機構の専用Webシステムに妊産婦情報を登録し、登録証を妊産婦に交付する。妊産婦の側も、登録証を母子手帳とともに出産後も大切に保管することが肝要である。